# گیوکوتو، کوماموتو
گیوکوتو، کوماموتو (به لاتین: Gyokutō, Kumamoto) یک منطقهٔ مسکونی در ژاپن است که در استان کوماموتو واقع شده‌است. گیوکوتو  ۵٬۶۰۱ نفر جمعیت دارد.